# Peter Ahola
Peter Kristian Ahola (* 14. Mai 1968 in Espoo) ist ein ehemaliger finnischer Eishockeyspieler und -funktionär sowie derzeitiger -scout, der im Verlauf seiner aktiven Karriere zwischen  und  unter anderem 129 Spiele für die Los Angeles Kings, Pittsburgh Penguins, San Jose Sharks und Calgary Flames in der National Hockey League auf der Position des Verteidigers bestritten hat. Weitere Stationen waren die Espoo Blues, HIFK Helsinki und TPS Turku in der finnischen SM-liiga sowie Södertälje SK in der schwedischen Elitserien. Seit 2016 ist er als Scout für die Vegas Golden Knights aus der NHL tätig.

## Karriere
Ahola begann seine Karriere in seiner Heimatstadt bei Kiekko-Espoo, wo er zunächst die Juniorenmannschaften des Vereins durchlief. In der Saison 1987/88 wurde er erstmals in der Profimannschaft, die zu dieser Zeit drittklassig war und in der II-divisioona spielte, eingesetzt. Ebenso nach dem Aufstieg in die I-divisioona, der zweiten Liga, ein Jahr später. Im Sommer 1989 ging der Verteidiger nach Nordamerika und begann ein Studium an der Boston University, wo er gleichzeitig für die Universitätsmannschaft in der Hockey East, einer Division im Spielbetrieb der National Collegiate Athletic Association auflief.
Nach zwei Jahren dort verpflichteten die Los Angeles Kings aus der National Hockey League den ungedrafteten Free Agent. Gleich in seinem ersten Jahr, in der Spielzeit 1991/92, kam der Finne auf 71 Spiele in der NHL, wurde aber auch in sieben Spielen in der unterklassigen International Hockey League bei den Phoenix Roadrunners eingesetzt. Trotzdem gaben ihn die Kings im November 1992 zu Beginn des Spieljahres 1992/93 an die Pittsburgh Penguins ab. Diese schickten ihn nach nur etwa vier Monaten zurück nach Kalifornien, diesmal zu den San Jose Sharks, wo Ahola die Saison beendete. Im Sommer transferierten ihn die Sharks für Dave Capuano zu den Tampa Bay Lightning, die ihn wiederum im Oktober zu den Calgary Flames abgaben, ohne dass er auch nur ein Spiel für diese bestritten hatte. Somit vollbrachte der Finne das Kunststück, in elf Monaten bei fünf verschiedenen NHL-Franchises unter Vertrag zu stehen. In der Saison 1993/94 kam er aber lediglich auf zwei Einsätze bei den Calgary Flames und wurde hauptsächlich bei deren Farmteam in der American Hockey League, den Saint John Flames, eingesetzt. Auch durch die Lockout bedingte Verschiebung des Saisonbeginns des NHL-Spieljahres 1994/95 in der NHL kehrte Ahola zurück in seine finnische Heimat.
Dort lief er zunächst wieder für seinen Stammverein Kiekko-Espoo auf, ehe er zur Saison 1995/96 innerhalb der Liga zu HIFK Helsinki wechselte. Nach zwei Jahren dort folgten jeweils zwei Spielzeiten bei TPS Turku, mit dem er im Frühjahr 1999 finnischer Meister wurde, und seinem Stammverein, der sich in Espoo Blues umbenannt hatte. Zur Saison 2001/02 wechselte der Verteidiger erneut ins Ausland. Bei Södertälje SK aus der schwedischen Elitserien ließ er seine Karriere ausklingen, die er nach der Spielzeit 2002/03 im Alter von 35 Jahren beendete.
Nach seiner aktiven Karriere war Ahola zunächst von 2004 bis 2006 als Scout für den europäischen Spielermarkt bei den Toronto Maple Leafs aus der National Hockey League tätig. Von 2012 an bis zum Jahr 2016 war der Finne erneut bei den Espoo Blues angestellt und agierte in der Saison 2015/16 als Sportdirektor des Klubs, nachdem er zuvor als Assistent des General Managers tätig war. Seitdem dem Sommer 2016 arbeitet Ahola wieder als Scout in der NHL, wo er für die europäische Scouting-Sparte der Vegas Golden Knights zuständig ist.

## Erfolge und Auszeichnungen
| - 1989 Finnischer A-Junioren-Meister mit Kiekko-Espoo - 1990 Hockey East All-Rookie Team - 1991 Lamoriello-Trophy-Gewinn mit der Boston University - 1991 Hockey East All-Tournament Team | - 1991 NCAA East Second All-American Team - 1997 IIHF-Super-Cup-Gewinn mit TPS Turku - 1999 Finnischer Meister mit TPS Turku |

## Karrierestatistik
(Legende zur Spielerstatistik: Sp oder GP = absolvierte Spiele; T oder G = erzielte Tore; V oder A = erzielte Assists; Pkt oder Pts = erzielte Scorerpunkte; SM oder PIM = erhaltene Strafminuten; +/− = Plus/Minus-Bilanz; PP = erzielte Überzahltore; SH = erzielte Unterzahltore; GW = erzielte Siegtore; 1 Play-downs/Relegation; Kursiv: Statistik nicht vollständig)